# Cecil Day-Lewis
Cecil Day-Lewis (Ballintubber, 27 aprile 1904 – County Laois, 22 maggio 1972) è stato un poeta, scrittore e traduttore britannico di origini irlandesi.
Padre dell'attore Daniel Day-Lewis e della documentarista e conduttrice televisiva Tamasin Day-Lewis, ha raggiunto notevole popolarità grazie alla sua vasta produzione di romanzi polizieschi firmati con lo pseudonimo di Nicholas Blake.

## Biografia
Cecil Day Lewis nacque a Ballintubber in Irlanda dal reverendo Frank Cecil Day-Lewis e da Kathleen Squires. Rimase orfano di madre all'età di due anni, e il padre decise di trasferire la famiglia a Londra. Compì i suoi studi alla Sherbone School nel Dorset e al Wadham College di Oxford dove si laureò nel 1927. Lavorò quindi per diversi anni come insegnante e, durante la seconda guerra mondiale, come funzionario del Ministero dell'Informazione britannico. Quando nel 1948 venne dichiarata la Repubblica d'Irlanda egli scelse la cittadinanza inglese pur rimanendo fortemente legato alla sua terra natale. Dopo la guerra assunse il ruolo di direttore editoriale della casa editrice Chatto & Windus oltre a guadagnarsi diversi incarichi universitari come conferenziere e docente a Oxford (dove fu titolare della cattedra di Poesia dal 1951 al 1956), Cambridge e alla Harvard. 

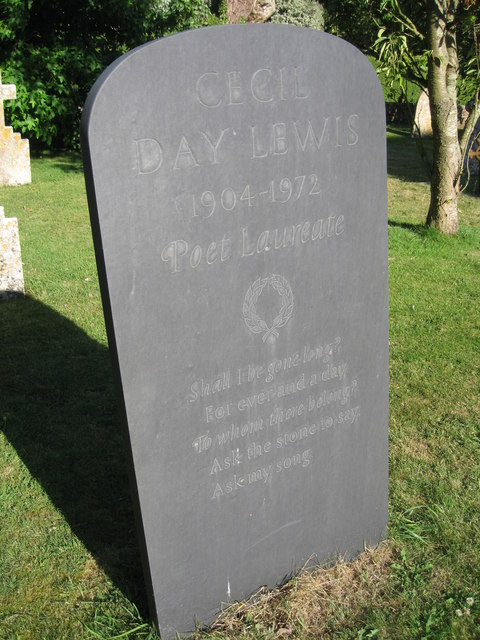
Lapide di Cecil Day-Lewis nel cimitero di Stinsford.

Diversi sono stati i riconoscimenti accademici, dalla vice presidenza della Royal Society of Literature, alla nomina come membro onorario dell'American Academy of Arts and Letters fino all'ambito titolo di Poet Laureate nel 1968.
Si sposò due volte: la prima nel 1928 con Mary King e la seconda nel 1951 con l'attrice Jill Balcon. Morì nel 1972 per un tumore al pancreas.

## Poesia
Day Lewis fu uno dei poeti gravitanti attorno alla cerchia di Wystan Hugh Auden insieme a nomi come Stephen Spender e Louis MacNiece, che prese appunto il nome di Auden Group e si sviluppò negli ambienti universitari di Oxford. La loro unione non fu però da essi mai ufficializzata e, anzi, in più di una occasione addirittura smentita. Si trattò più che altro di un gruppo di poeti accomunati da medesimi intenti e idee, che verso la fine degli anni trenta sentirono l'esigenza di dare voce al senso di disagio e vuoto intellettuale da essi percepito come conseguenza della fine dell'età vittoriana dando così vita ad una poesia di reazione fortemente improntata su tematiche sociali e politicamente influenzata da orientamenti di sinistra. Oltre che poeta fu anche autore di diversi saggi letterari, curatore di traduzioni dal latino di opere di Virgilio (Ecloghe, Eneide) nonché scrittore di romanzi gialli con lo pseudonimo di Nicholas Blake.

## Romanzi polizieschi
- A Question of Proof, 1935
  - Questione di prove, I Classici del Giallo Mondadori n. 433, 1983;
- Thou Shell of Death, 1936
  - Quando l'amore uccide, I Classici del Giallo Mondadori n. 449, 1983
- There's Trouble Brewing, 1937
  - Le pentole del diavolo, I Libri Gialli n. 208, 1939;
- The Beast Must Die, 1938
  - La belva deve morire, Il Giallo Mondadori n. 1462, 1977;
- The Smiler with the Knife, 1939
- Malice in Wonderland, 1940
- The Corpse in the Snowman, 1941
  - Misteri sotto la neve, I Classici del Giallo n. 469, 1985
- Minute for Murder, 1947
- Head of a Traveller, 1949
  - La testa di creta, Il Giallo Mondadori n. 132, 1951;
- The Dreadful Hollow, 1953
  - La fossa che inghiotte, Il Giallo Mondadori n. 3006, 2010
- The Whisper in the Gloom, 1954
- A Tangled Web, 1956
  - Il dilemma di Daisy Bland, Il Giallo Mondadori n. 2353, 1994
- End of Chapter, 1957
- A Penknife in My Heart, 1958
  - La mia morte per la tua, Il Giallo Mondadori n. 658, 1961; con il titolo Una lama nel cuore, I Classici del Giallo n. 778, 1996
- The Widow's Cruise, 1959
  - Io sono la vittima, Il Giallo Mondadori n. 601, 1960;
- The Worm of Death, 1961
- The Deadly Joker, 1963
- The Sad Variety, 1964
- The Morning after Death, 1966
- The Private Wound, 1968
  - L'angelo della morte, trad. Marilena Caselli, Il Giallo Mondadori n. 2430, 1995;

## Traduzioni
- Publio Virgilio Marone, Georgics (1940)[3];
- Paul Valéry, Le Cimetière Marin (1946)[4];
- P. Virgilio Marone, The Aeneid (1952)[5]
- P. Virgilio Marone, Eclogues (1963)